# فرودگاه نیروی هوایی سلطنتی واتون
فرودگاه نیروی هوایی سلطنتی واتون (به انگلیسی: RAF Watton) یک فرودگاه نظامی است . این فرودگاه در کشور انگلستان قرار دارد .